# Гровер Клівленд
Сті́вен Гро́вер Клі́вленд (англ. Stephen Grover Cleveland, першим ім'ям не користувався) (18 березня 1837, Колдвелл, штат Нью-Джерсі — 24 червня 1908, Принстон, штат Нью-Джерсі), державний діяч США. Перший з президентів США, хто обіймав свою посаду два терміни з перервою і який одержав подвійну нумерацію у списку президентів (1885—1889, 22-й президент, і 1893—1897, 24-й президент). Клівленд був єдиним президентом від Демократичної партії, який вибирався між 1860 і 1912 роками — під час повного панування республіканців.

## Початок діяльності
У 1853 році, після смерті батька, Клівленд покинув школу для допомоги сім'ї. На рік він став помічником вчителя у школі сліпих у Нью-Йорку. Повернувшись додому наприкінці 1854 року, він не зміг знайти іншої роботи.
Клівленд переїхав у Буффало працювати бухгалтером у дядька Льюіса В. Аллена. Аллен був впливовою людиною у Буффало; він ознайомив Клівленда з партнерами юридичної фірми Роджерса, Бовена та Роджерса. Клівленд отримав роботу клерка у фірмі, і пізніше був прийнятий у юридичну асоціацію (1859). У 1862 році він покинув фірму для самостійної роботи.
У 1863 році став помічником прокурора округа Ері.
З початку політичної діяльності Клівленд зблизився з Демократичною партією. У 1865 році намагався бути обраним на місце прокурора, але програв другу, республіканцю Лаймену К. Бассу.

### Шериф Ері
У 1870 році, за підтримки друга Оскара Фолсома, Клівленд був обраний на пост шерифа округа Ері та вступив у посаду 1 січня 1871 року.
Найвідоміший інцидент його терміну повноважень було пов'язано з виконанням смертного вироку вбивці Патрику Моррісі 6 вересня 1872 року. Клівленд, як шериф, мав або власноручно виконати вирок, або сплатити 10 доларів найманому катові. Клівленд відчував докори сумління щодо повішення, але вирішив стратити Моррісі сам. У 1873 р. він стратив іншого вбивцю. Пізніше ці випадки найчастіше згадували під час президентського терміну.
Після закінчення терміну Клівленд повернувся до адвокатської практики, відкривши фірму з друзями Лайменом К. Бассом та Вілсоном С. Бісселом. Басса було обрано до Конгресу США у 1873 році, тому він не мав часу займатися фірмою. Клівленд та Біссел опинилися у верхах юридичної громади у Буффало.

## Мер Буффало
У 1870-х роках міська влада у Буффало ставала більш корумпованою. Коли республіканці висунули кандидатів з сумнівною репутацією, демократи побачили можливість отримати голоси за чесного кандидата. Клівленд був обраний мером Буффало та вступив на посаду 2 січня 1882 р. Клівленд став відомим за його дії проти корупції за межами Буффало.

## Губернатор штату Нью-Йорк
У зв'язку із щораз більшою репутацією Клівленда, посадові особи демократичної партії почали розглядати його як можливого кандидата на губернатора штату Нью-Йорк. Крім Клівленда, було ще двоє кандидатів, фракції яких не могли погодитися. Кандидатура Клівленда була компромісом і він був номінований від демократів. У виборах Клівленд отримав 535 318 голосів проти 342 464 голоси за республіканця Чарлза Дж. Фолгера.
У перші два місяці на посту губернатора Клівленд наклав 8 вето на рішення палат Нью-Йорку, бо був проти зайвих, на його думку, витрат.
Прямий та чесний підхід до справ Клівленда дав йому народну підтримку, але також неприязнь окремих фракцій власної партії, таких як організації Таммані Хол у місті Нью-Йорк. З іншого боку, Теодор Рузвельт та інші республіканці-реформісти надали підтримку Клівленду у проведенні законів з реформування муніципальної влади.

## Перше президентство

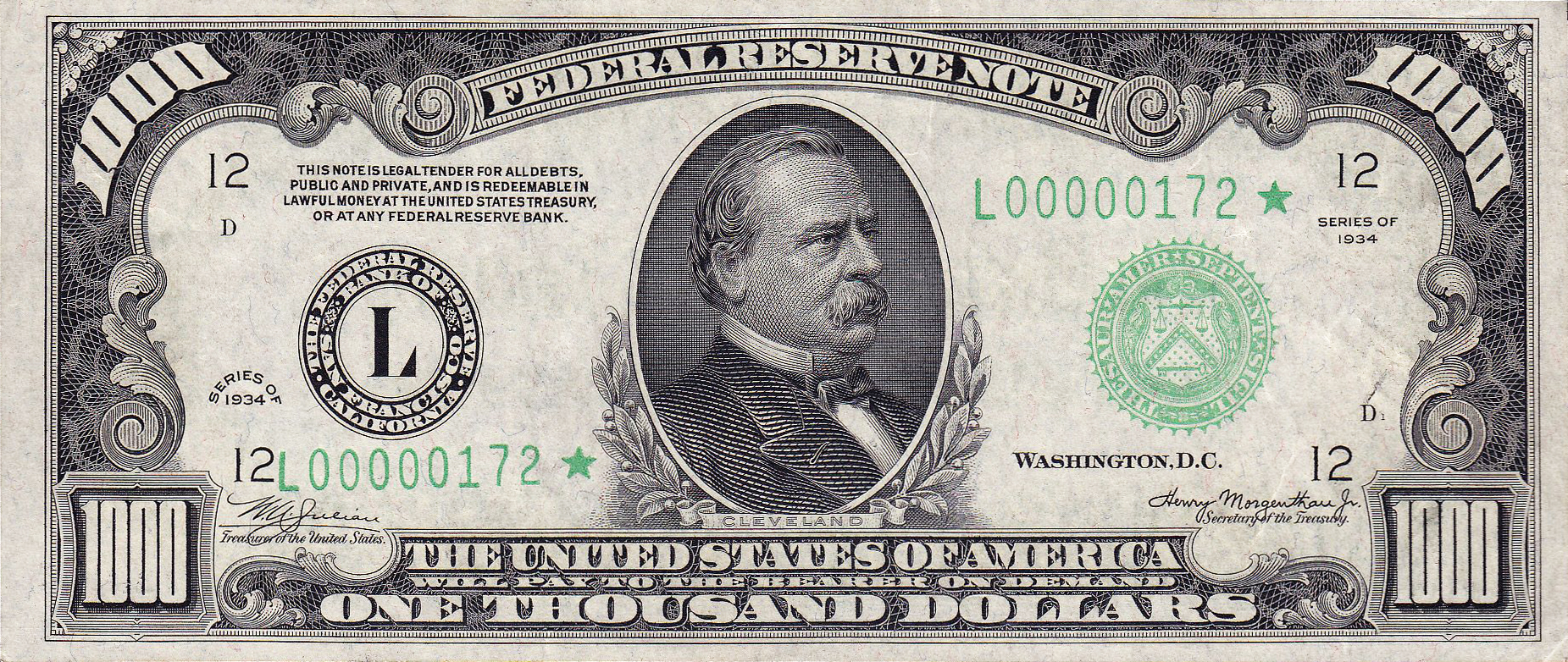
1000-доларова купюра 1934 р. з портретом Клівленда (зараз вийшла з обігу)

У 1884 році демократична партія виставила його кандидатом на пост президента і перемогла незначною більшістю голосів, переважно через те, що республіканська партія не зуміла, проти відомого особистою чесністю Клівленда, висунути людини чистішого, ніж Блен. У період першого президентства Гровера Клівленда (4 березня 1885—1889) була спроба відмовитися від англ. spoil system (зміни всіх чиновників після вибору Президента); покладено межу надмірному зростанню пенсій. Ощадливе управління привело фінанси Сполучених Штатів в блискучий стан; надлишок доходів у 1888 року перевершував 100 млн доларів. Це дало привід президенту, що завжди був противником крайнього протекціонізму республіканської партії, виступити з помірною фрітредерською програмою. Митна реформа не вдалася, внаслідок опору сенату; тоді Клівленд вніс її у програму демократичної партії. Цією платформою Клівленд залучив під прапори демократичної партії значну частину робітників, керованих Генрі Джорджем. Однією з важливих подій першого президентського терміну Клівленда було зіткнення з Англією через питання про риболовлю біля берегів Канади, у якому Клівленд діяв занадто різко.
На виборах 1888 року за Клівленда проголосувало більше людей, але через опосередковану виборчу систему більшість голосів виборців отримав Бенджамін Гаррісон. Після виборів 1888 року у США таке сталося 2000 року, коли Альберт Гор мав більше голосів ніж Джордж Буш, але програв голосування у палаті виборців.

## Сім'я

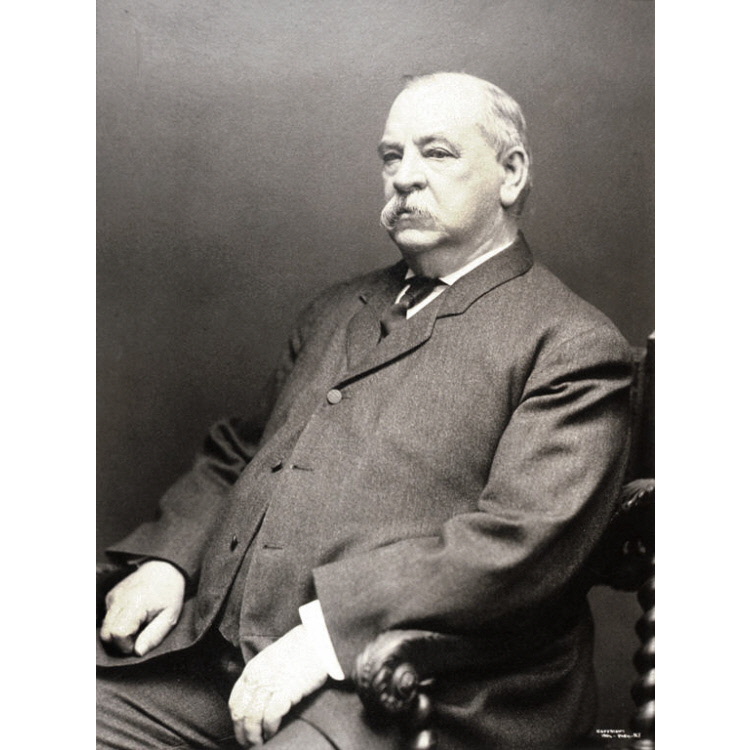

Під час своєї першої виборчої кампанії Клівленда переслідували чутки про батьківство позашлюбної дитини (що було поводом відомого вірша: англ. Ma, Ma, where's my Pa? Gone to the White House, ha ha ha). Після обрання неодружений Клівленд, який не зумів впоратися з величезним господарством Білого дому, одружився з Френсіс Фолсом (1886); він був другим (після Джона Тайлера) президентом, хто вступив у шлюб на посаді, і єдиним, що зіграв весілля у Білому домі.

## Друге президентство

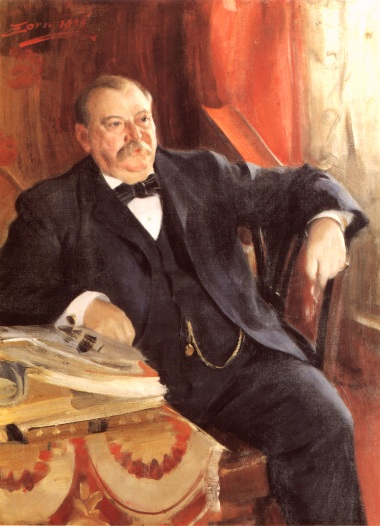
1899. Художник Андрес Цорн

Гаррісон раніше відновив spoil system у повному об'ємі і провів протекціоністський білль Вільяма Мак-Кінлі. Проти обох, і також проти срібного білля Шермана Клівленд виступив під час свого другого терміну. При ньому відновили золотий стандарт (1893) і прийнято протекціоністський тариф (1894); місце тарифу Мак-Кінлі зайняв тариф Вільсона, що встановив, втім, лише незначне послаблення протекціонізму.
Недостатньо рішуча поведінка Клівленда цього разу викликала проти нього сильне невдоволення навіть серед його прихильників. Робітничу партію Клівленд відштовхнув тим, що під час величезних страйків 1894 року встав на бік підприємців. На виборах у Конгрес США наприкінці 1894 р. республіканці здобули блискучу перемогу. У листопаді 1896 президентом був обраний республіканець Мак-Кінлі; Клівленд, що втратив на той час контроль над власної партією (котра виставила кандидатуру Вільяма Браяна, прибічника срібного стандарту) не балотувався.
Під час другого терміну Клівленда було створено, 4 січня 1896 року, штат Юта.